# تلمبه استقلال شماره ۱
تلمبه استقلال شماره ۱ یک منطقهٔ مسکونی در ایران است که در دهستان گلستان (سیرجان) واقع شده‌است. تلمبه استقلال شماره ۱ ۷۴ نفر جمعیت دارد.